# Tractat de Hàdiatx

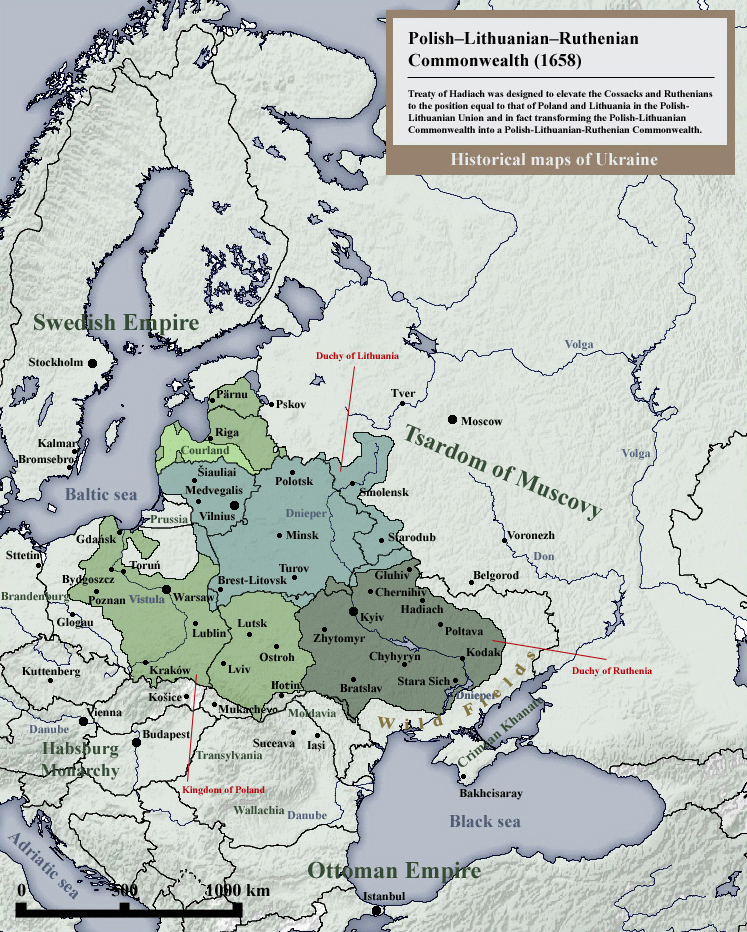
República polono-lituana-rutena (1658)

El tractat de Hàdiatx (en polonès: Ugoda hadziacka), va ser un tractat signat el 16 de setembre de 1658, a Hàdiatx (Hadziacz, Hadiacz, Гадяч) entre la Confederació de Polònia i Lituània representats per S. Bieniewski i K. Jewłaszewski, i els cosacs representats per l'ataman Ivan Vihovski i el starxinà (sztarszna, els majors) Iuri Nemiritx, arquitecte del tractat, i Pavlò Tetèria. Es determina l'ascens dels cosacs i rutens en una posició d'igualtat amb els polonesos i lituàns a la Unió de Polònia-Lituània, transformant en realitat la Confederació de Polònia i Lituània en una Mancomunitat de Polònia, Lituània i Rutènia (en polonès: Rzeczpospolita Trojga Narodów, «Mancomunitat de Tres Nacions»).